# Гетеролептичні сполуки
Гетеролепти́чні хімі́чні сполу́ки (рос. гетеролептические соединения, англ. heteroleptic compounds) — клас хімічних сполук перехідних металiв або атомів головних груп (1,2, 13 — 17), які мають більше, ніж один тип ліганда, а також матеріалів, що створені на основі таких сполук.
Наприклад, гетеро-лептичні барвники для сонячних батарей.